# غيموندن أم ماين
غموندن آم ماين (بالألمانية: Gemünden am Main) هي place with town rights and privileges و بلدة ألمانية تقع في ألمانيا في Main-Spessart.[بحاجة لمصدر]